# Joshua G. Newbold
Joshua G. Newbold (* 12. Mai 1830 im Fayette County, Pennsylvania; † 10. Juni 1903 in Mount Pleasant, Iowa) war ein US-amerikanischer Politiker (Republikanische Partei) und von 1877 bis 1878 der 10. Gouverneur des Bundesstaates Iowa.

## Frühe Jahre
Joshua Newbold besuchte die örtlichen Schulen seiner Heimat in Pennsylvania. Im Jahr 1854 zog er nach Iowa, wo er sowohl als Farmer als auch als Händler tätig war. Während des Amerikanischen Bürgerkriegs kämpfte er als Captain in der Armee der Union. Er war unter anderem an der Belagerung der Stadt Vicksburg beteiligt.

## Politischer Aufstieg und Gouverneur von Iowa
Nach seiner Militärzeit begann Newbold eine politische Laufbahn. Er war Mitglied der Republikanischen Partei und vertrat diese zwischen 1872 und 1876 im Repräsentantenhaus von Iowa. Im Jahr 1876 wurde er als Kandidat seiner Partei zum neuen Vizegouverneur seines Staates gewählt. Nachdem der amtierende Gouverneur Samuel Jordan Kirkwood am 1. Februar sein Amt aufgab, um in den US-Senat zu wechseln, musste Newbold dessen restliche Amtszeit als Gouverneur beenden. Diese Amtszeit ging vom 1. Februar 1877 bis zum 17. Januar 1878. In dieser Zeit war es sein Ziel, die Staatsverschuldung abzubauen und die Steuergesetzgebung zu reformieren.

## Weiterer Lebenslauf
Nach dem Ende seiner Gouverneurszeit widmete sich Newbold wieder seinen privaten Geschäften. Sein einziges und letztes politisches Amt nach seiner Gouverneurszeit war das des Bürgermeisters der Stadt Mount Pleasant. Dieses Amt übte er seit 1899 bis zu seinem Tod im Jahr 1903 aus. Mit seiner Frau Rachel Farquhar hatte er fünf Kinder.